# Port lotniczy Sabha
Port Lotniczy Sabha (IATA: SEB, ICAO: HLLS) – międzynarodowy port lotniczy w Sabha, w Libii.

## Linie lotnicze i połączenia
| Linia Lotnicza    | Kierunek   |
| ----------------- | ---------- |
| Afriqiyah Airways | 1. Bengazi |